# William Daniel Leahy
William Daniel Leahy, ameriški admiral, * 6. maj 1875, Hampton, ZDA, † 20. julij, 1959, Bethesda, ZDA.
Leahy je bil prvi v zgodovini Oboroženih sil ZDA, ki mu je bil podeljen čin flotnega admirala in prvi, ki je imel najvišji generalski čin (t. i. Five-star general).